# Белем (Орн)
Белем (фр. Bellême) насеље је и општина у северној Француској у региону Доња Нормандија, у департману Орн која припада префектури Мортањ о Перш.
По подацима из 2011. године у општини је живело 1577 становника, а густина насељености је износила 922,22 становника/km². Општина се простире на површини од 1,71 km². Налази се на средњој надморској висини од 225 метара (максималној 230 m, а минималној 162 m).

## Демографија
| 1962. | 1968. | 1975. | 1982. | 1990. | 1999. | 2011. |
| ----- | ----- | ----- | ----- | ----- | ----- | ----- |
| 1.844 | 1.742 | 1.843 | 1.849 | 1.788 | 1.774 | 1.577 |

График промене броја становника у току последњих година